# 岡本一抱
岡本 一抱（おかもと いっぽう、承応3年〈1654年〉 - 享保元年5月20日〈1716年7月9日〉）とは、江戸時代の医学者。通称は為竹、号は一得翁・守一翁・摂生堂。岡本一抱子（おかもといっぽうし）とも。

## 来歴
越前国吉江藩の武士杉森信義と岡本為竹法眼（医者の家系である）の娘喜里夫妻の三男として生まれる。幼名は金三郎、のちに伊勝、伊恒と称す。長兄に智義（幼名市三郎）、次兄に近松門左衛門こと信盛がいる。金三郎は幼少のころより医術の道を志し学んでいたという。寛文9年（1669年）、16歳のとき織田長頼（大和国宇陀松山藩主）の侍医平井自安の養子となり、平井要安と名乗る。この時期、実父の信義は何らかの事情で吉江藩を辞し浪人となって京都に移り住んでおり、兄の智義は同じ宇陀松山藩に召抱えられている。
寛文11年、後世派の医師味岡三伯に入門しその医学を学ぶため、大和国から京都に住いを移す。三伯は京都在住であった。貞享2年（1685年）春、『新編灸法口訣指南』五巻を著し刊行。しかしこの年、三伯より破門される。その理由については楊梅瘡（梅毒）に罹ったことによるという。貞享4年4月、実父信義死去。同年10月には養父自安の死去により平井家を相続し、織田家に出仕した。
元禄元年（1688年）からは「岡本一抱子」を名乗るようになり、以後多くの著作を刊行するようになる。元禄7年（1694年）、織田家は丹波国氷上郡柏原に転封となり、主家に従い同地に移転。同年10月織田家を致仕し、法橋に叙せられる。宝永元年（1704年）ごろには京都に移り住みその後同地にて没す。享年63。墓所は京都本圀寺にあったが現存しない。法名は演言院意在日実。丹波氏より養子を迎えており号は蘭斎、岡本一抱子と為竹の名を継ぎ称している。

## 主な著書
一抱の著書の多くは医学についての「諺解書」となっている。ただし丸山昌朗によればその大半は、一抱の講義内容を弟子たちがまとめ、それに一抱が加筆訂正したものだという。当時の医学書は漢字漢文で記されており、諺解書はそれを仮名交じりにして解説したものである。これは当時の医療がもっぱら貴族や大名などといった人々を対象にしていたのが、一般庶民も医者にかかることができるようになり、それによって多くの医者が必要とされるようになった。そうした医者を志す者へのわかりやすい解説書として、一抱の諺解書も必要とされたのである。
- 『新編灸法口訣指南』（五巻） - 貞享2年刊行
- 『臓腑経絡詳解』（六巻） - 元禄3年（1690年）刊行
- 『北条時頼記』（十巻） - 同上
- 『格致余論諺解大成』 - 元禄3年ごろ
- 『牀法病因指南』 - 同上
- 『十四経諺解』 - 同上
- 『医学三蔵弁解』 - 同上
- 『広益本草大成』（二十三巻） - 元禄11年（1698年）刊行
- 『一抱渉筆』 - 写本、元禄11年ごろ
- 『医学講談発端弁』（二巻） - 元禄13年（1700年）刊行
- 『医方大成論和語鈔』（八巻） - 元禄15年（1702年）刊行
- 『鍼灸抜萃大成』（五巻） - 元禄16年刊行
- 『方意弁義』（六巻） - 同上
- 『鍼灸阿是要穴』 - 同上
- 『素問入式運気論奥諺解』 - 宝永元年（1704年）刊行
- 『医学入門諺解』（四巻） - 宝永6年（1709年）刊行
- 『医学切要指南』（三巻） - 正徳3年（1713年）刊行
- 『和語医療指南』（四巻） - 同上
- 『経穴密語集』 - 正徳5年（1715年）刊行
- 『日用医療指南大成』 - 享保11年（1726年）刊行（没後刊行）
- 『医学正伝惑問諺解』（八巻） - 享保13年（1728年）刊行（没後刊行）